# جبن مصري

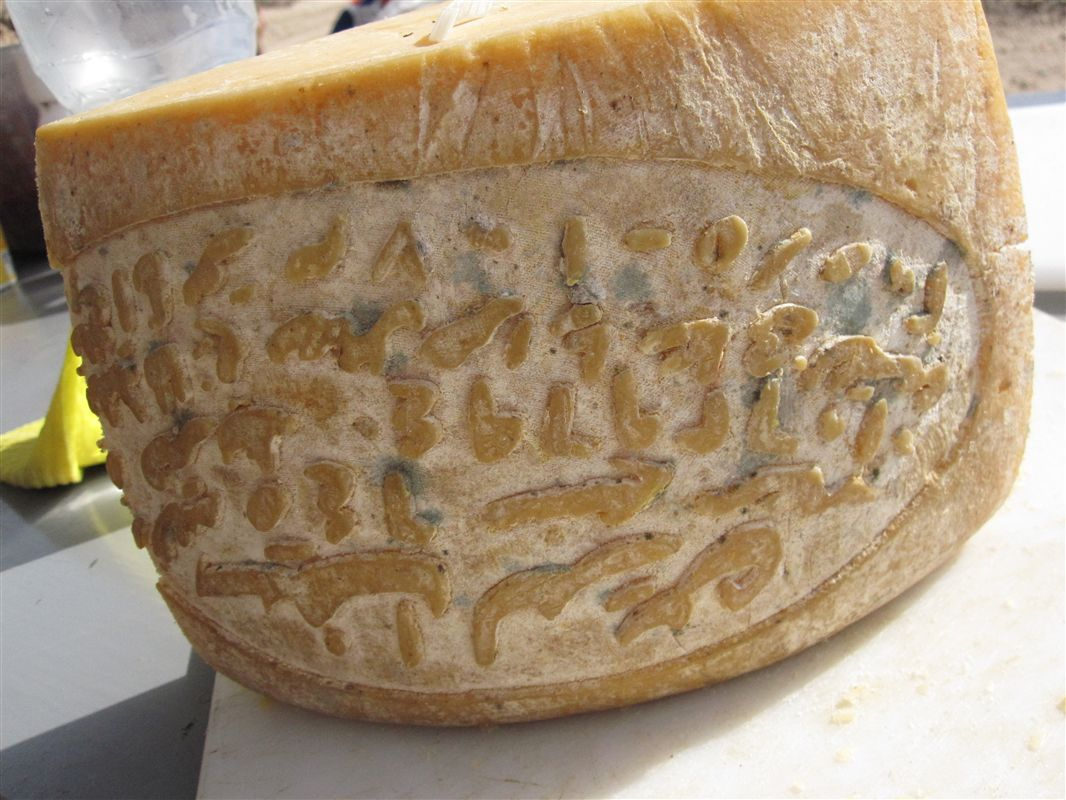
الجبن الرومي هو من الغذاء الرئيسي في مصر

الجبن المصري هو من الصناعات الغذائية العريقة في مصر ذو تاريخ طويل. ويعد جزء مهما من الغذاء المصري. هناك أدلة تشير إلى أن صناعة الجبن في مصر تعود لأكثر من 5000 سنة مضت منذ زمن سلالة الفراعنة الاولى. اشتهرت دمياط في العصور الوسطى بصناعة الجبن المخلل الأبيض الناعم. كما استورد الجبن إلى مصر بكثرة. فالجبن الأصفر المشهور باسم «الرومي» يدل على انه من صناعة بلاد الروم.  يصنّع الجبن من حليب  الجاموس والأبقار والأغنام والماعز والإبل. بالإضافة للاجبان التي يصنعها أهل الأرياف لأنفسهم خاصة جبن المش، أصبح هناك العديد من الاجبان المصنعة  في معامل مملوكة للدولة أو للقطاع الخاص. يؤكل الجبن غالبا مع وجبة الإفطار كما يتم تضمينها في العديد من أطباق الطعام الرئيسية وهو عنصر يدخل في صنع الحلويات. يوجد مجموعة واسعة من أنواع مختلفة من الجبن المصري.

## اطباق الجبن المصري

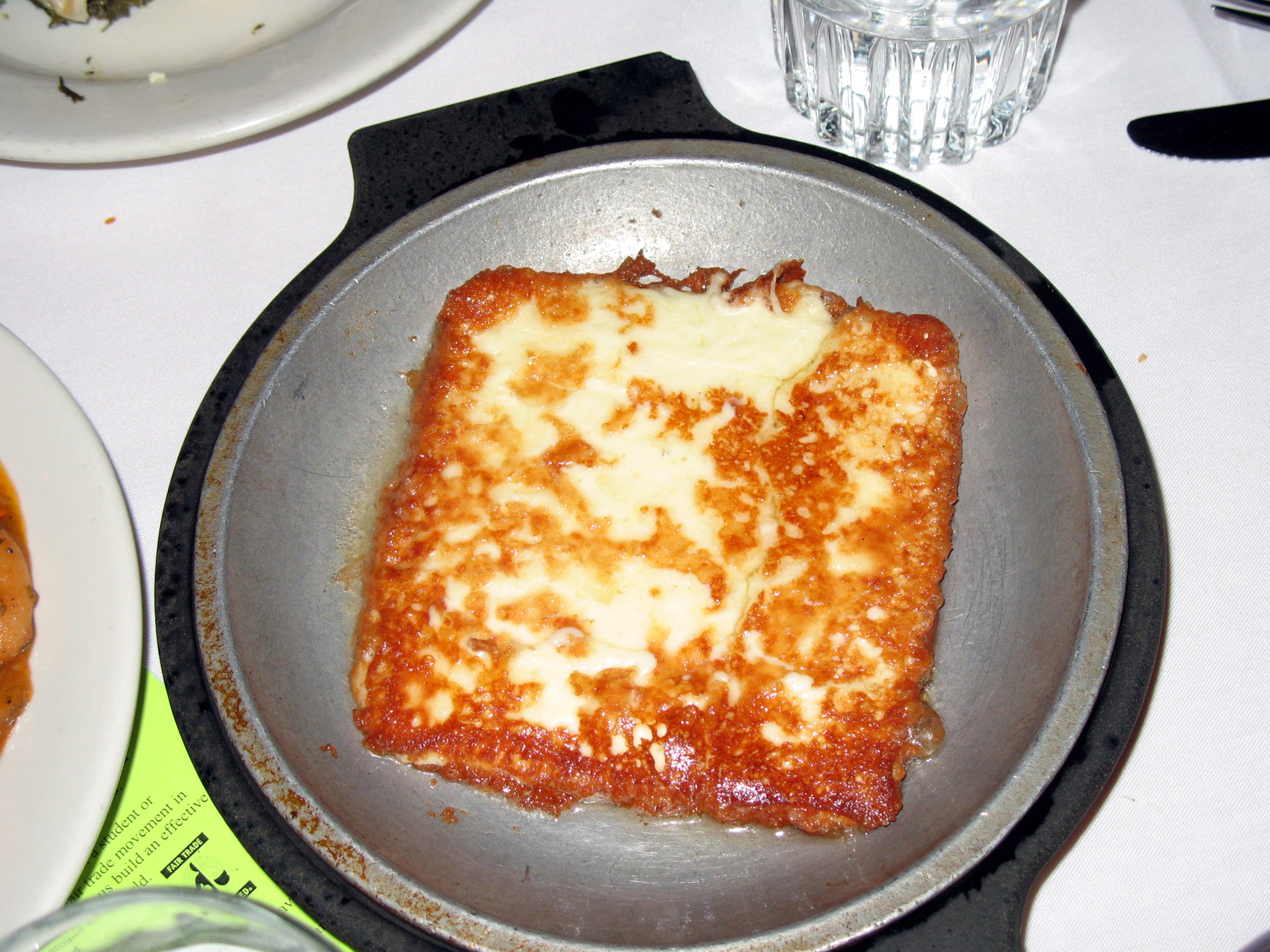
جبن مقلية

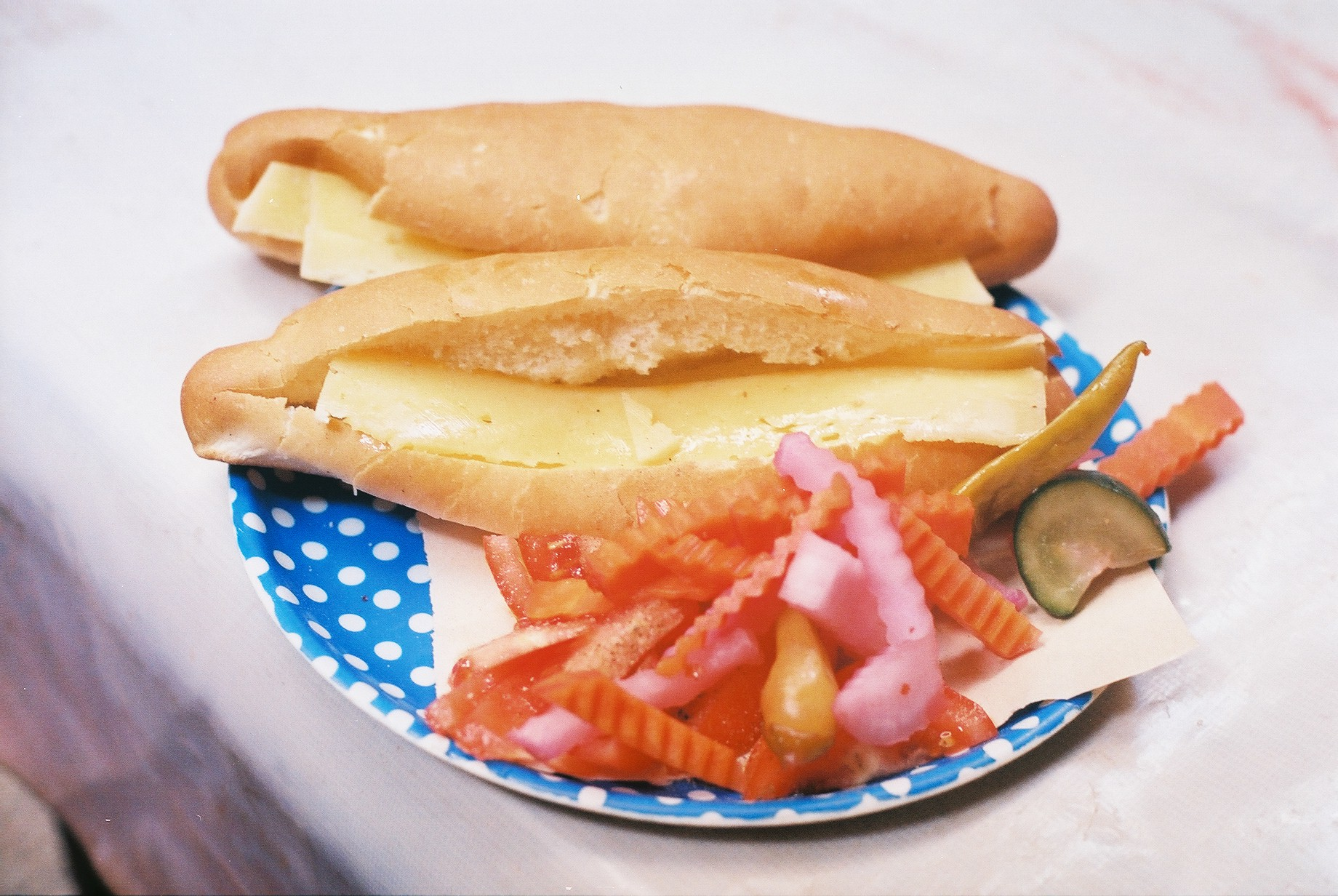
شطائر الجبن مع المخللات من وسط مدينة القاهرة، 2013

يشترك المطبخ المصري بالكثير من القواسم المشتركة مع المأكولات اليونانية، التركية، بلاد الشام. كانت الجبنة المقلية من المأكولات الشائعة في مصر العصور الوسطى وكان يقلى بالزيت ويقدم مع الخبز من قبل الباعة المتجولين
وكان مأكل الأغنياء والفقراء على حد سواء كما كان الطعام المفضل لسلاطين المماليك. ومن الاطعمه المنتشرة في آخر القرون الوسطى خبز القمح مع البيض والتوابل والحليب الطازج المقلي بجبن الخيسي.
غالبا ما يقدم الجبن مع وجبة الإفطار في مصر جنبا إلى جنب مع الخبز والمربى والزيتون. وتؤكل الجبنة البيضاء والجبن الرومي بالخبز أو مع الخبز الفرنسي.[بحاجة لمصدر] ولكن الأكثر شهرة في مصر هو الخبز الذي يطلق عليه «عيش» المصنوع  من القمح والخميرة والماء والملح. وللمصريين نسختهم الخاصة من المسقعة اليونانية المضاف لها طاجن الباذنجان مع الجبن ولحم الضأن المفروم.
الفطاير هو من المعجنات المحشو بالجبن الابيض أو اللحم أو البيض.
السنبوسة هي عجينة رقيقة مقلية محشوة بالجبن أو اللحم أو السبانخ.
القطايف هي حلوى من اصول فاطمية تشتهر  عادة خلال شهر رمضان.
وكثيرا ما تعد في الشارع من قبل الباعة المتجولين. هي من الفطائر المحشوة بالمكسرات والجبن الطري والتي تقلي ثم تغطى بقطر السكر.  

## أصناف الجبن
أهم أنواع الجبن في مصر هي:
- الجبن الاسطمبولي: وهو جبن ابيض يضاف إليه الشطة الحارة مما يعطيه طعم لاذع.
- القريش: وهي جبنة مصنوعة من اللبن المُصفى المملح.
- جبنة براميلي
- الدمياطي: وهي من أنواع الجبن الابيض. اتخذت اسمها من مدينة دمياط التي اشتهرت بصناعتها. وتعتبر من الأجبان المصرية المحلية اذ ان هناك دلائل تشير إلى وجودها منذ عام 332 ق.م.
- الحلومي: وهي كلمة قبطية تعني الجبن. وهي جبن ابيض يضاف اليه البهارات.
- المش: هو من جبن القريش المخمر بمصل اللبن المملح لعدة شهور. يعتبر من أهم طعام الفلاحين. كما تستعمل نفس الطريقة مع جبن الرومي والابيض لإنتاج أنواع مختلفة من الميش.
- شنكليش: الجبن الخمر ذو طعم حاد.

- جبن رومي : وهو أكثر أنواع الجبن شيوعا في مصر ويقدم غالبا مع الخبز والسلطات والمخللات والفول والمربى في وجبة الإفطار المصرية.